# Sigchos (cantão)
Sigchos é um cantão do Equador localizado na província de Cotopaxi.
A capital do cantão é a cidade de Sigchos.